# Petinomys fuscocapillus
Petinomys fuscocapillus is een zoogdier uit de familie van de eekhoorns (Sciuridae). De wetenschappelijke naam van de soort werd voor het eerst geldig gepubliceerd door Thomas C. Jerdon in 1847.

## Voorkomen
De soort komt voor in het zuiden van India en Sri Lanka.